# Дорогуськ (станція)
Дорогуськ — прикордонна залізнична станція у однойменному селі Холмського повіту Люблінського воєводства, Польща.
Розташована за 2 км від державного кордону з Україною між станціями Вулька Окопська (6 км) та Ягодин (9 км). Кінцева на лінії №7 «Варшава-Східна — Дорогуськ».

## Історичні відомості
Станція відкрита 1877 року при будівництві Привіслянської залізниці.
Станом на 1914 рік начальником станції був Броніслав Олександрович Мальчевський.
Електрифікована станція 1 червня 1984 року .

## Пасажирське сполучення
До березня 2020 року через станцію проходила лише одна пара поїзда міжнародного сполучення формування «Укрзалізниці» (раніше — курсував один склад польського та один склад українського формування) «Київ-Експрес» сполученням Київ — Варшава. На станції Дорогуськ здійснюється прикордонний та митний контроль.